# ویکرام گوکاله
ویکرام گوکاله (انگلیسی: Vikram Gokhale؛ زادهٔ ۳۰ اکتبر ۱۹۴۰) هنرپیشه اهل هند است.
وی در سال ۲۰۱۲ برنده جایزه ملی فیلم بهترین بازیگر مرد شده‌است.

## فیلم‌شناسی
1. عملیات مریخ (۲۰۱۹)
2. سکسکه (۲۰۱۸)
3. تغییر چهره (۲۰۱۸)
4. فرنگی (۲۰۱۷)
5. ترافیک (۲۰۱۶)
6. بنگ بنگ! (۲۰۱۴)
7. ضربه چپ و راست (۲۰۰۹)
8. شریک زندگی (۲۰۰۹)
9. هزارتو (۲۰۰۷)
10. من این را دوست دارم (۲۰۰۵)
11. لاکی: زمانی برای عاشقی نیست (۲۰۰۵)
12. کیسنا: شاعر جنگجو (۲۰۰۵)
13. مدهوشی (۲۰۰۴)
14. ما که هستیم؟ (۲۰۰۴)
15. عشق در تایمز اسکوئر (۲۰۰۳)
16. راه دیگری برای محبت (۲۰۰۱)
17. بدون تو (۲۰۰۱)
18. او با قانون آمد (۲۰۰۱)
19. هی رام (۲۰۰۰)
20. قهرمان (۲۰۰۰)
21. من قلبم را برای محبوبم می‌فرستم (۱۹۹۹)
22. شیطان (۱۹۹۸)
23. اعتصاب (۱۹۹۵)
24. حساب زخم‌ها (۱۹۹۳)
25. تادیپار (۱۹۹۳)
26. بی عدالتی (۱۹۹۲)
27. خدا گواه (۱۹۹۲)
28. تنها (۱۹۹۱)
29. مسیر آتش (۱۹۹۰)
30. خدا (۱۹۸۹)
31. پروانه (۱۹۷۱)